# 弄堂

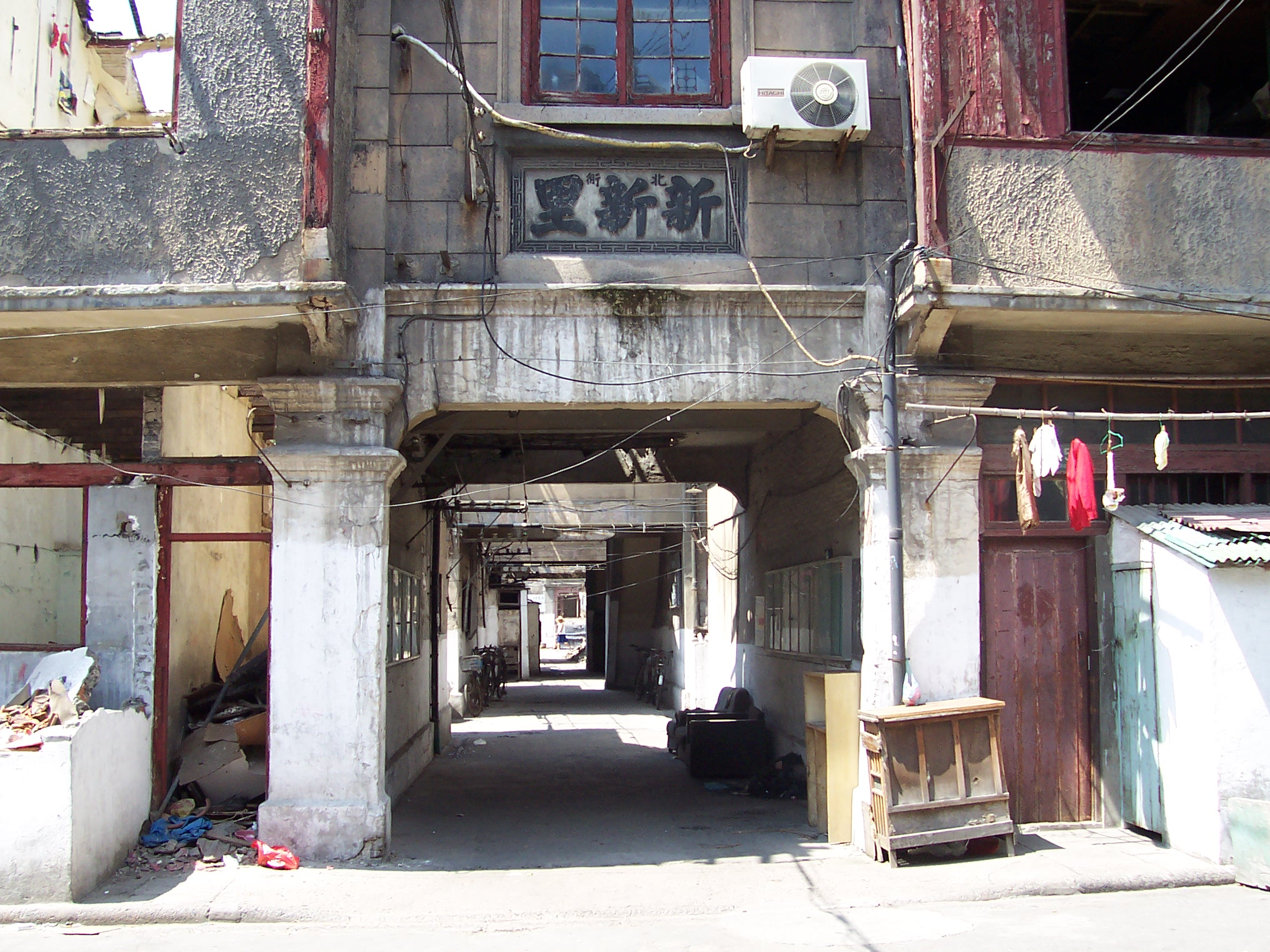
配合上海轨道交通9号线建设拆除的石库门里弄新新里

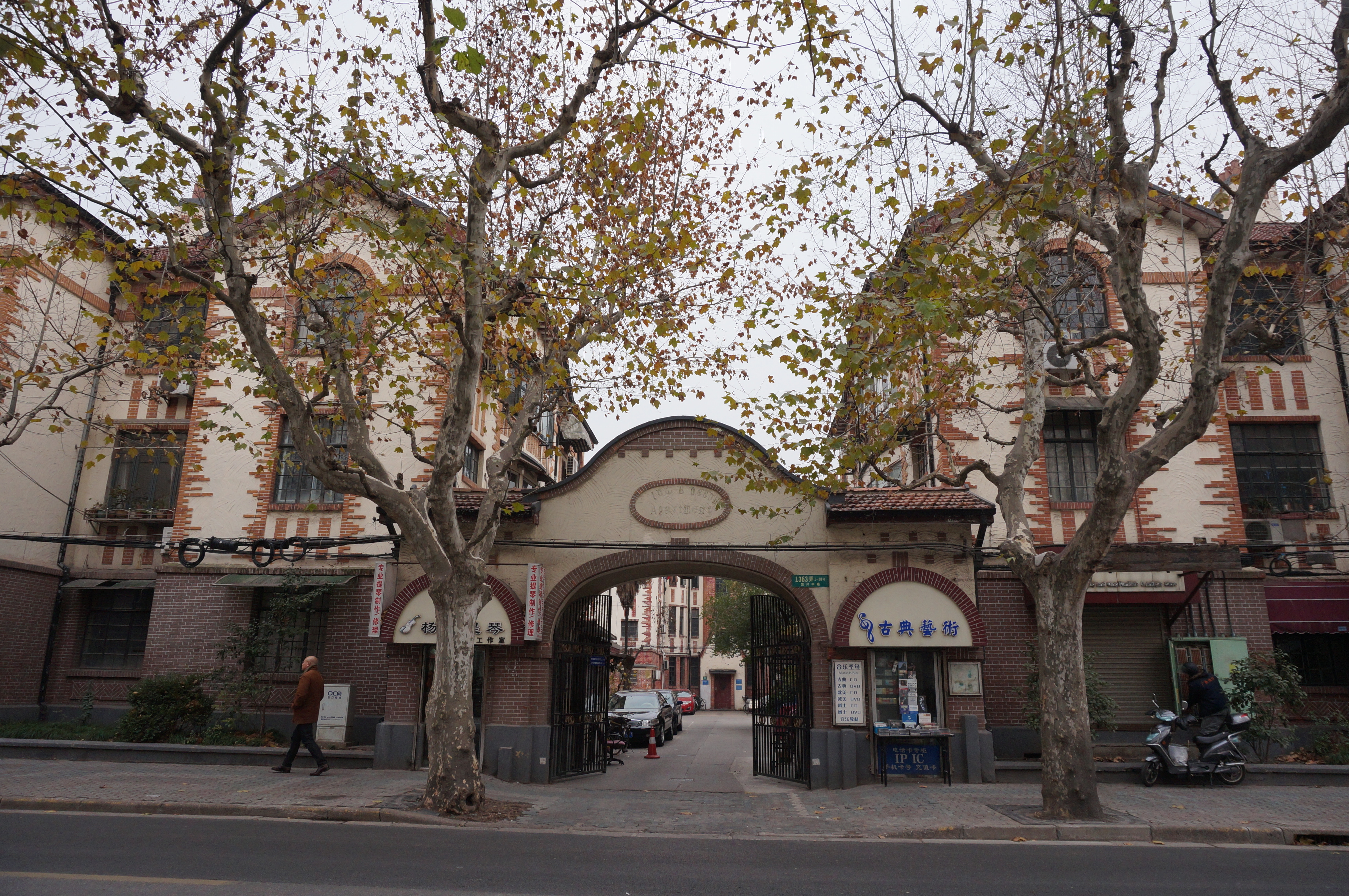
公寓式里弄克莱门公寓

衖堂（上海话拼音：longdhang，发音：[lòŋdɑ̃́]）是上海的一种基于里弄类建筑的城市社区，指城市中某一成片街巷内的居民所组成的社区，也称“里弄”，是上海的特色文化。“弄堂”本义指此类居民区中的小巷，而“里弄”本义泛指此类居民建筑。弄堂在武汉也叫“里分”、“里份”、“里巷”，同时也类似于北京的胡同、南阳的夹道等。
19世纪下半叶至20世纪上半叶中上海的居民房屋大多采用巷弄式的“里弄”式制，此类房屋包括排屋形式的石库门，也有成排的独栋房屋或公寓楼，成排的房屋形成称为“衖堂”的小巷。规模较大的居民区内还有支弄，汇总到总弄连通街道。弄堂建造时大多拥有“XX弄”、“XX里”、“XX坊”、“XX村”或“XX新村”之类的名称，如“兴仁里”、“平安里”等，成为此弄堂社区的名称。

## 词源
里弄也称“坊弄”, 最早源自古时的“闾里”, 唐代称为“里坊”, 是都城地块的划分单元和居住单位。里坊被坊墙围合, 坊中有市场。到北宋时期,则演变为“厢坊”或“街坊”, 不设坊墙。
里弄的“里”是指城市街道围合的街坊; “弄”则是街坊内的道路, 分为主弄和支弄, 又称“弄堂”,或“衖堂”，该名初见于19世纪后半叶，通假“弄唐”, “弄”是宫中之路，而“唐”是庙中之路，因此“弄唐”（“衖堂”）是房屋之间的小路。。
在20世纪末以前，绝大多数上海居民生活在“衖堂”内，因此衖堂生活孕育了特殊的生活文化，是海派文化的重要组成部分。随着上海城市改造建设，衖堂和衖堂文化正在逐渐减少。
武汉汉口的類似居民建築也叫“里弄”建築，此類建築區域中的巷弄也叫“衖堂”。衖堂式居民區在武汉却得到了较好保留。

## 行政

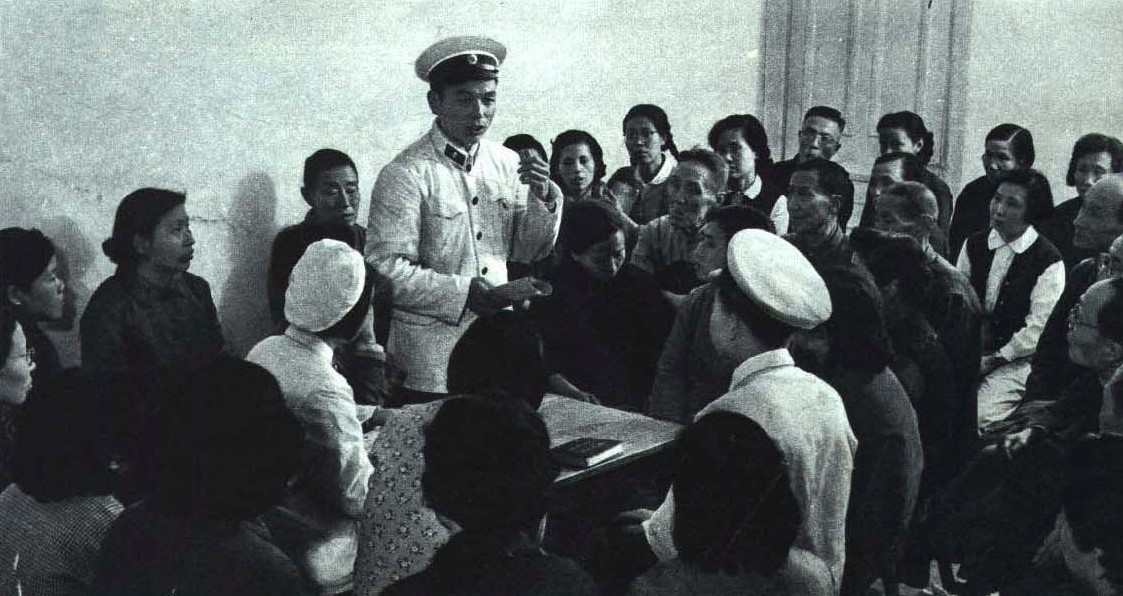
1964年上海民警在某一里弄进行居民会议。

20世纪中叶中共建政后，曾在1960年到1968年将上海城区最低一层的自治行政机构称为“里弄委员会”，简称“里委会”，里委会除了担当上级行政机构和居民之间的联系角色外，还在内卫治安、教育、社会福利、就业、产业、卫生、调解等方面拥有一定的行政权力。1963年，中共上海市委召开街道工作会议，上海市人委颁布《上海市里弄委员会工作条例》，强调街道里弄是“阶级斗争前哨，生产后方，生活场所，兴无灭资重要阵地”。1968年里委会改称“里弄革命委员会”，简称“里革会”，1978年废除里委会建制，恢复更小的居委会（居民委员会）建制。至今居委会仍有俗称为“里委会”的。

## 里弄类建筑
传统（1949年以前）的上海里弄类居民房屋建筑可分为几种：
- 早期石库门里弄：19世纪中期由于人口急增出现的木质联排房屋，由于易于着火后在租界内被取缔。
- 后期石库门里弄：19世纪后半叶至20世纪前半叶盛行的砖木质或钢筋混凝土质、二至三层排屋。
- 新式里弄：20世纪上半叶出现的更现代式的联排房屋。
- 花园里弄：成排排列的独栋房屋。
- 公寓里弄：成排排列的小型公寓式建筑。
- 早期里弄：19世纪中期由于人口急增出现的木质联排房屋，由于易于着火后在租界内被取缔。

## 地址
由于上海城区的建筑过去主要为里弄形式，因此“弄”成为了上海地址中的标准术语，无论是里弄式房屋还是公寓式房屋，甚至商用建筑和新建的住宅小区，大多都拥有“XX路123弄”形式的地址，“弄”以内再分为“号”、“室”等。